# Chalkiopé
Chalkiopé (řecky Χαλκιόπη, latinsky Chalciope) byla dcerou kolchidského krále Aiéta, nejstarší sestrou Médeie a Apsyrta.
Když zlatý beran donesl na svém hřbetě mladičkého Frixa, ujal se ho její otec Aiétés a měl ho tak rád, že když Frixos dospěl, dal mu svou nejstarší dceru za manželku. Chalkiopé měla s Frixem čtyři syny, z nich nejstarší se jmenoval Argos, nejmladší Frontios. Po smrti jejich otce se změnil vztah Aiéta k vnukům, dokonce je krutě týral. Když dospěli, rozhodli se vrátit do Orchomenu, rodné země jejich otce. Na útěku je přepadla bouře, jejich loď u ostrova Arétie ztroskotala. Byla šťastná náhoda, že je ráno po bouři našli Argonauté, vyslechli jejich příběh, potěšili se setkáním s krajany a všichni pokračovali na lodi Argó v cestě za zlatým rounem do Kolchidy. 
Iásonovi zprostředkoval Argos setkání se svou matkou Chalkiopé a Iásón ji poprosil, aby se u Médeie přimluvila o pomoc. Chalkiopé to udělala, aniž by tušila, že Médeia už vzplanula láskou k Iásonovi po zásahu bohyně Héry a kouzelného šípu boha lásky Eróta a že mu z té velké lásky pomůže svými kouzly v dobrém i zlém. 
Více o Chalkiopé a jejích čtyřech synech v mýtech není. 